# Vallanzengo

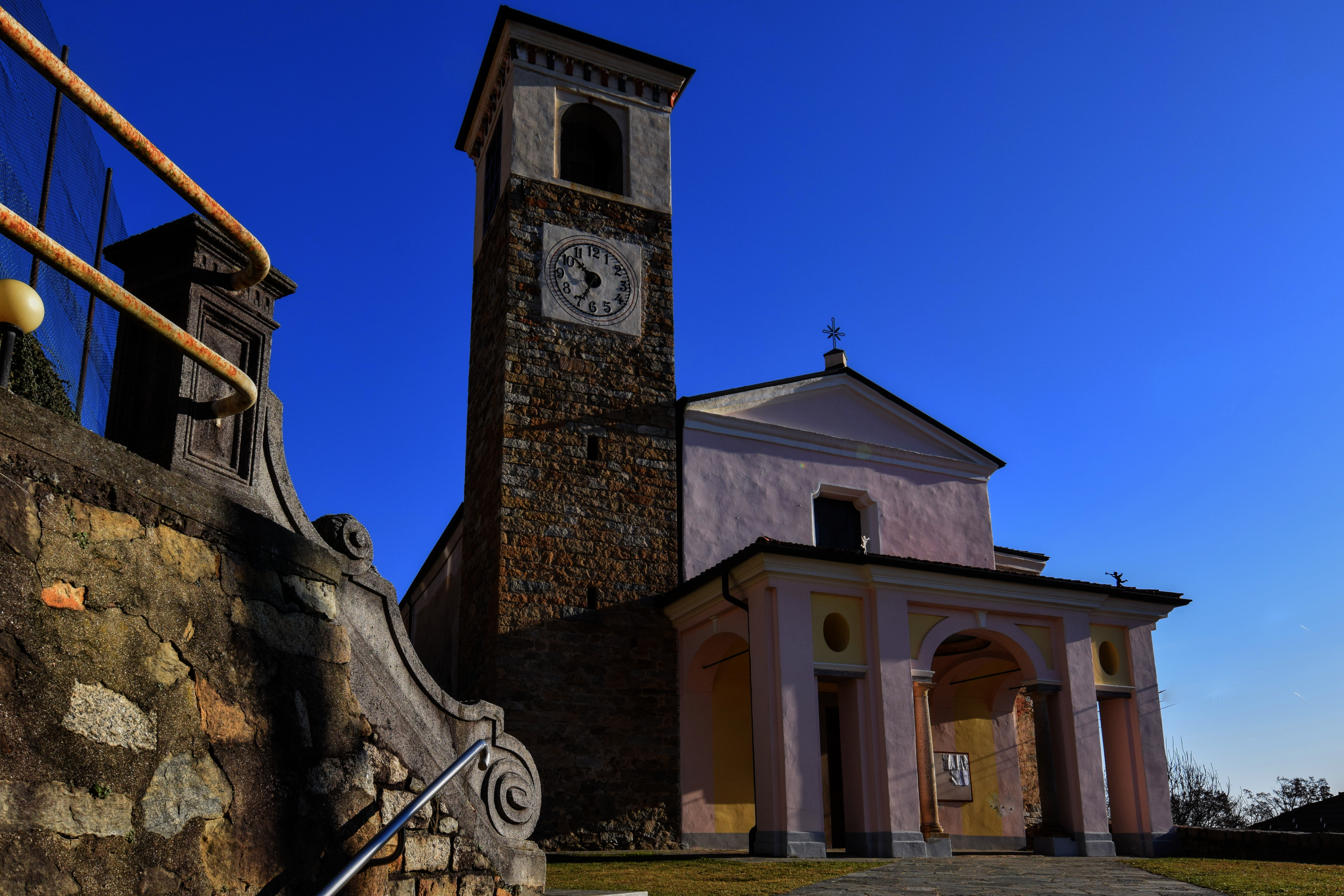
Parrocchiale dei SS. Orso e Brigida

Vallanzengo (Valansengh in piemontese) è un comune italiano sparso di 195 abitanti della provincia di Biella in Piemonte. La sede comunale è collocata in frazione Trabbia.

## Geografia fisica
Vallanzengo è un paese di collina situato a 450 m s.l.m. È confinante con il comune di Valle San Nicolao e Quaregna, mentre una sua isola amministrativa confina con i territori montani di Bioglio, Callabiana, Camandona,  Piatto e Valdilana.
Circondato da aree ancora intatte da un punto di vista ambientale è possibile percorrere i sentieri del bosco circostante, "la Colma", imbattendosi in varie specie di animali: lepri, caprioli e cinghiali in grande quantità.
L'abitato segue la stretta strada comunale, che si inerpica con un dislivello di 100 metri, fino a località Inproia.
Classificazione sismica: zona 4 (sismicità molto bassa)

## Origini del nome
Il nome deriva probabilmente dal personale romano Valentius; una delle prime attestazioni medioevale riporta la forma Valanzengus.
Gli anziani del Paese indicavano il significato di Vallanzengo con il dialetto piemontese, così che il significato stesso fosse "Valle in seno".

## Storia
Anticamente il suo territorio era legato a quello di Bioglio. In possesso dei Vescovi di Vercelli, nel secolo XI, passò poi agli Avogadro di Quaregna che nel 1404 fecero atto di sottomissione a casa Savoia.
Con l'editto di Carlo Emanuele I di Savoia del 1621, il paese ottenne la propria autonomia, staccandosi da Bioglio, almeno fino a quando nel 1722 Giuseppe Amedeo Pascalis non ne ricevette l'investitura con titolo di conte; a lui nel 1796, succedette un nipote, Carlo Giuseppe Tonso. Vi furono aspre controversie per la divisione dei terreni alpestri di Bioglio, importanti per il pascolo, in seguito alle quali Vallanzengo ottenne un vasto territorio, che attualmente si estende dal Bocchetto Sessera a Trivero, con alpi ricche di buoni pascoli per il bestiame bovino e che comprende il Monte Marca (1616 m) e la cima Balmetta (1362 m), spingendosi fino al torrente Sessera e alla sua confluenza con il torrente Dolca.
Fra le famiglie di antica origine, quella dei Foglia ebbe nei secoli passati insigni ecclesiastici tra i quali va annoverato un abate che fu nel XVII secolo confessore presso la corte di Spagna.
L'istituzione a parrocchia risale al 1610, anno in cui il territorio di Vallanzengo si staccò dalla parrocchia di Quaregna. Nel 1892 don Tomati fondò l'asilo infantile rimasto aperto fino al 1985 e poi chiuso per il numero ridotto dei bambini.

### Simboli
(D.P.R. dell'11 marzo 1980)
Lo scoiattolo rappresenta la natura incontaminata del luogo, circondato di verde, per la maggior parte del territorio, ed inoltre incarna lo spirito industrioso della popolazione.

### Storia recente
Di rilievo fu la figura di Felice Gilardi, sindaco per vent'anni del paese a cui si devono la costruzione dell'acquedotto comunale e l'abbellimento della piccola piazzetta, con la posa di vasi fioriti e panchine lungo tutta l'area. Gli è stata dedicata la piazza, con un'epigrafe in suo ricordo.
Altra figura di grande importanza per il piccolo comune fu Pier Annibale Foglia, arbitro professionista, che portò in paese la manifestazione sportiva di ciclismo valevole per il campionato regionale dilettanti.

## Monumenti e luoghi d'interesse

### Architetture religiose
La chiesa parrocchiale di SS. Orso e Brigida, patroni di Vallanzengo, fu costruita nel XVIII secolo: sulla facciata una pietra incisa reca la data 1718. All'interno si trova un pregevole crocifisso in legno del '600, una tela settecentesca raffigurante la Presentazione di Gesù al Tempio e una balaustra in marmi policromi di pregevolissima fattura proveniente da un'altra chiesa, chiusa ai tempi di Napoleone.
Oltre a nuclei di case antiche tradizionali elegantemente decorate con serie di archi, esistono nel comune a Maglione la chiesa parrocchiale; a Trebbia una chiesa privata. In località La Colma, raggiungibile da Foglia e Artiglia attraverso sentieri panoramici dove la vista spazia fino al Monviso, al Brich di Zumaglia e alla cupola di San Gaudenzio (Novara), vi è l'oratorio di San Grato, una piccola costruzione seicentesca, dedicato alla Madonna del Carmine.
In frazione Artiglia, nel piccolo cortile dove oggi vi è una struttura abitata, fino al 1800 vi era un convento di Suore Carmelitane. Il piccolo convento pare essere legato alla piccola chiesa del Carmine sita alla Colma.

## Società

### Evoluzione demografica
Abitanti censiti

## Geografia antropica
Le frazioni del piccolo paese sono le seguenti:
- Maglione
- Ceria
- Trabbia
- Artiglia
- Foglia
- Crosa

Le cascine esistenti sul territorio si prestano ad essere riutilizzate come seconde case ed è perciò rilevante il numero delle ristrutturazioni effettuate prevalentemente da cittadini lombardi.
Il comune conta su tre alpeggi al di sotto della strada Panoramica Zegna, affittati durante il periodo estivo a margari che producono squisiti formaggi.
Un unico negozio di generi alimentari fornisce anche i giornali. Il bar è il Circolo M.C.L. ed in località Moncerchio di Bielmonte si trova un agriturismo, usato prevalentemente nel periodo estivo, con produzione di formaggi tipici.
Sulle piste sciistiche di Bielmonte si trova un bar ad uso degli sciatori.
La prima domenica di febbraio si celebra la festa patronale dei SS. Orso e Brigida.

## Amministrazione

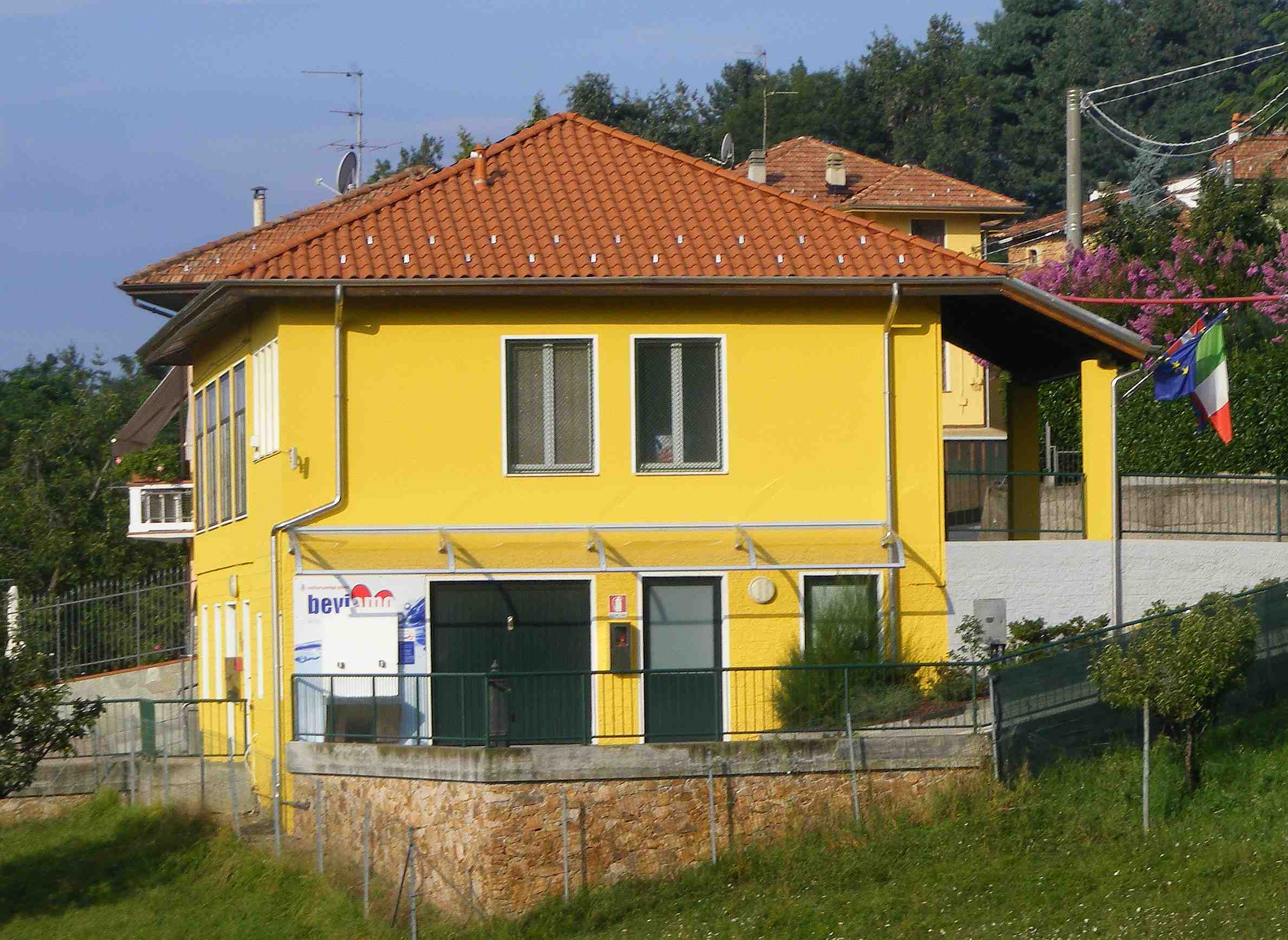
Il municipio

| Periodo | Periodo   | Primo cittadino        | Partito                               | Carica  | Note |
| ------- | --------- | ---------------------- | ------------------------------------- | ------- | ---- |
| 2007    | 2012      | Piergiorgio Tonellotto | lista civica                          | Sindaco |      |
| 2012    | in carica | Michela Trabbia        | lista civica Equilibrio e uguaglianza | Sindaco |      |

### Altre informazioni amministrative
Il comune ha fatto parte della Comunità montana Val Sessera, Valle di Mosso e Prealpi Biellesi, mentre fino al 2010 apparteneva alla Comunità montana Valle di Mosso, abolita in seguito all'accorpamento disposto dalla Regione Piemonte nel 2009.